# Neptunbrunnen (Gliwice)
Der Neptunbrunnen (In Gleiwitz Gabeljürge(n) genannt, auf Schlesisch Gabeljerge) ist ein Brunnen in der Altstadt der oberschlesischen Stadt Gliwice (Gleiwitz). Der Brunnen befindet sich auf dem Ring nordwestlich des Rathauses und steht als einer der beiden ältesten Anlagen unter Denkmalschutz.

## Lage und Geschichte
Die Neptunskulptur erhebt sich auf einer Brunnensäule in der Mitte eines rechteckigen Beckens, das auf einem zweistufigen steinernen Podest aus großen Quadern aufgebaut wurde. 
Ein Brunnenbecken gab es an dieser Stelle bereits lange vor dem Bau des Schmuckbrunnens und es diente der Trinkwasserversorgung der Einwohner. Das Becken wurde als „Kaschte“ (=Kasten) bzw. Röhrkasten bezeichnet. Seit 1531 wurde der Gleiwitzer Röhrkasten von Richtersdorf aus mit Wasser aus dem Röhrgraben versorgt.
Direkt neben dem Schmuckbrunnen wurde bei archäologischen Ausgrabungen im Jahr 2010 der historische städtische Trinkwasserbrunnen freigelegt.

## Beschreibung

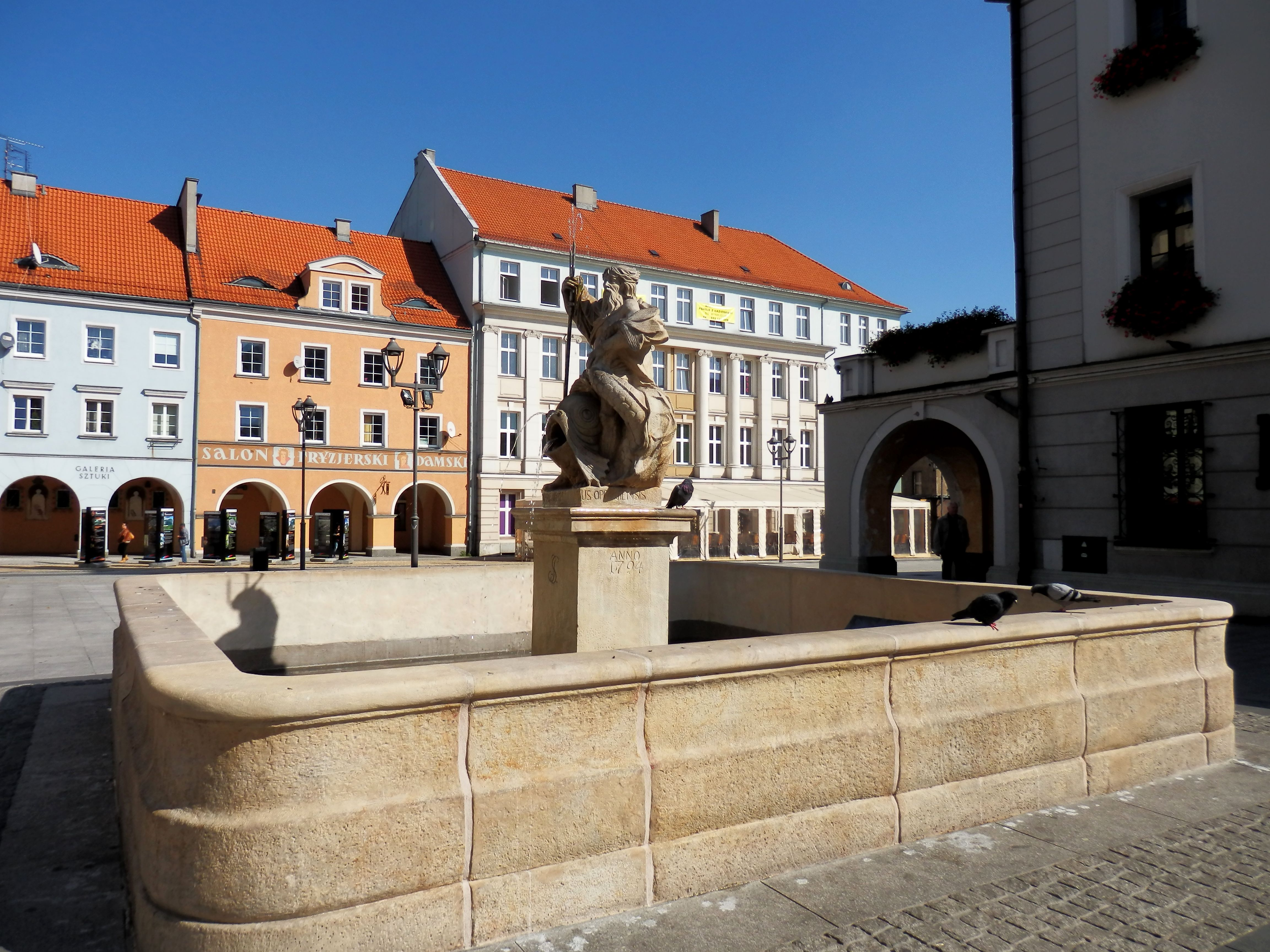
Blick von Westen auf die Brunnenanlage im Kaschte

Die Skulptur stellt Neptun auf einem Fantasie-Delfin sitzend dar. Geschmückt ist Neptun mit einer Krone aus Meeresalgen und Muscheln und er hält einen Dreizack in seiner rechten Hand. Die Brunnenfigur und der Sockel wurden von Johannes Nitsche (Schreibweise an der Säule: Iohanes Nitsche) aus Troppau aus Sandstein hergestellt und 1794 errichtet, worauf die Inschrift am Becken und die Schrift an der runden Plinthe hinweist. – Die Neptunskulptur hieß im Volksmund auch Gabeljürge oder Gabeljürgen.
Aus den Spitzen des erhobenen Dreizacks und aus den Nasenlöchern steigen Wasserfontänen bzw. aus dem Maul des Tieres fließt ein Wasserstrahl. 
Das Brunnenbecken ist fast quadratisch mit Seitenlängen von etwa fünf Metern.
Der Neptunbrunnen symbolisiert mit dem Wassergott den Anschluss von Gleiwitz über die Oder an die Ostsee durch den Bau des Klodnitzkanals.